# アエリータ (映画)
『アエリータ』(露: Аэли́та、ラテン語表記：Aelita)は、1924年に公開されたソビエト連邦のサイレント映画。アレクセイ・ニコラエヴィッチ・トルストイのSF小説『『火星にいった地球人（原題はAelita）』の映画化で、監督はヤーコフ・プロタザノフ。レニングラードで上映された際にはドミートリイ・ショスタコーヴィチがピアノ伴奏した。

## あらすじ
革命後の1921年のモスクワにおいて、人々は慎ましい生活を送っていた。ある日、無線技師のロッシは「Anta Odeli Uta」という謎のメッセージを受信。ロッシはそれが火星から送られてきたもの信じ、火星のことばかり夢想するようになる。一方、現実社会では妻ナターシャの浮気に頭を痛め、とうとう妻を射殺してしまう。ロッシは宇宙船で火星に逃亡、女王アエリータと恋に落ちる。

## キャスト
- ユリア・ソーンツェワ……アエリータ
- イーゴリ・イリンスキー（英語版）……クラフツォフ
- ニコライ・ツェレテリ……ロッシ/スピリドーノフ
- ニコライ・バターロフ ……グーセフ
- ウェラ・オルロワ……マーシャ
- ヴァレンティア・クインジ ……ナターシャ
- パーヴェル・ポーリ……エルリック

## 影響

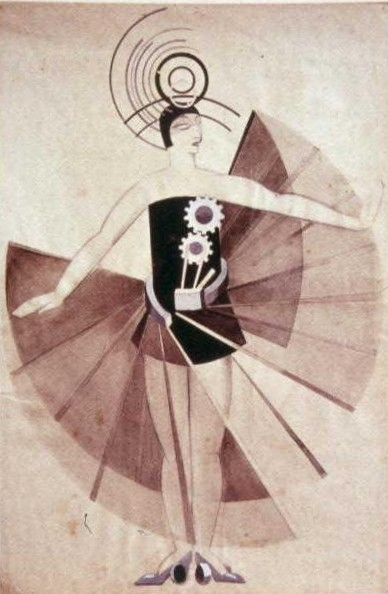
アレクサンドラ・エクステルによるデザイン画

宇宙旅行を題材とした古典のひとつ。特筆すべきは、Isaac RabinovichとViktor Simovによる火星のセットと、アレクサンドラ・エクステルによる衣装デザインで、どちらもロシア構成主義を体現している。これらは後の映画、たとえば、『フラッシュ・ゴードン』シリーズやフリッツ・ラングの『メトロポリス』と『月世界の女』、近年では『リキッド・スカイ』などに影響を与えている。